# 艾倫·撤康斯
艾倫·雷·撤康斯（Allan Ray Checozzi，1989年10月18日—），生於巴西巴拉那州烏尼昂-達維多利亞，意巴混血兒，巴西足球運動員，司職前鋒，父親為意大利人而母親是巴西人擁有一雙綠色眼睛，在2011至12年間於巴西聖卡塔琳娜州聯賽球會波圖SC效力，於2015年1月獲同鄉兼時任球隊比圖隊長引薦來港加盟標準流浪不過上陣兩場後便離隊。

## 外部連結
- 香港足球總會網頁球員註冊資料 （页面存档备份，存于）